# 8. dragonski polk (Avstro-Ogrska)
Za druge 8. polke glejte 8. polk.
8. dragonski polk (izvirno nemško Böhmisches Dragoner Regiment »Graf Montecuccoli« Nr. 8; dobesedno slovensko: Češki dragonski polk »Grof Montecuccoli« št. 8) je bil konjeniški polk k.u.k. Heera.

## Zgodovina
Polk je bil ustanovljen leta 1618. 

### Prva svetovna vojna
Polkovna narodnostna sestava leta 1914 je bila sledeča: 58% Čehov in 42% drugih.
Naborni okraj polka je bil v Leitmeritzu, pri čemer so bile polkovne enote garnizirane sledeče: Jaroslau (štab, I. divizion) in Radymno (II. divizion).

## Poveljniki polka
- 1859: Carl Netzer von Sillthal[4]
- 1879: Maximilian Wonnesch[5]
- 1908: Ludwig Vetter[6]
- 1914: Eugen Adler[7]